# William Foote Whyte
William Foote Whyte (1914. június 24. – 2000. július 16.) amerikai szociológus, főleg a néprajzot és a városi szociológiát tanulmányozta. Whyte volt a részt vevő megfigyelés úttörője. Négy évig élt egy olasz közösséggel Bostonban, majd a Harvardon, a Junior Fellow programban vett részt és az utcai bandák társadalomszerkezetét figyelte és vizsgálta Bostonban.

## Előélete
Whyte egy felső-középosztálybeli családból származott, korai érdeklődést mutatott az írás, a közgazdaságtan és a társadalmi reformok iránt. Miután a Swarthmore College-ban végzett, a Junior Fellows programot választotta, ahol mérföldkőnek bizonyult a kutatása. Bostonban végzett kutatásai után a Chicagói Egyetem szociológiai doktori programjába lépett be. Az Utcasarki társadalom című művét 1943-ban publikálta a Chicago-i Press Egyetem. Egy évet tanított az Oklahoma-i Egyetemen, de 1943-ban megtámadta a szervezetét egy polio nevű vírus, ami miatt két évet egy terápiás intézetben kellett töltenie. A rehabilitáció csak részben volt sikeres, ugyanis élete hátralévő részében mozgást segítő eszközök használatára szorult. 

## Szakmai karrier
Rövidesen visszatért a Chicagói Egyetemre 1944-ben, majd 1948-ban csatlakozott a New York-i Állami Ipari és Munkaügyi Kapcsolatok Iskolához a Cornell Egyetemen. Itt ő felügyelte Chris Argyris doktorátust. A társadalmi reformokért, a társadalmi változásokért, valamint a gazdagok és szegények közötti megkülönböztetés megszüntetése érdekében dolgozott. Több száz cikket és 20 könyvet írt. Whyte az ipari szociológia úttörőjének számított.

## Család
Felesége William F. Whyte, akitől négy gyermeke született, két fiú és két lány.

## Munkássága (oktatás)
Whyte professzor 1936-ban a Swarthmore College-ban szerezte közgazdaságtudományi diplomáját. A Harvard Egyetemre jött a Junior Fellows programba, ahol mérföldkőnek bizonyult a kutatása. Bostonban végzett kutatásai után a Chicagói Egyetem szociológiai doktori programjába lépett.
Whyte 1981-ben az Amerikai Szociológiai Társaság elnöke és 1964-ben az Alkalmazott Antropológiai Társaság elnöke volt.

## Magyarul
- Utcasarki társadalom. Egy olasz szegénynegyed társadalomszerkezete; Új Mandátum–Max Weber Alapítvány, Bp., 1999 (A Szociálpolitikai értesítő könyvtára Társadalom & történet)